# Контрінтуїтивність
Контрінтуїтивність (англ. Counterintuitive, те що протиставлене інтуїтивному), частіше Контрінтуїтивне висловлювання — вислів, який показує те, що описуване не може бути істинним, коли його оцінюють на основі інтуїції, здорового глузду або емоцій.
Об'єктивні істини, встановлені науковими методами, або логічно доведені об'єктивні істини часто називають контрінтуїтивними, якщо інтуїція, емоції чи інші когнітивні процеси поза дедуктивною раціональністю інтерпретують їх як помилкові.
Однак оскільки інтуїція має суб'єктивний характер, то неможливо дати єдиний критерій для поняття контрінтуїтивного: що є інтуїтивно нелогічним для однієї людини, може бути інтуїтивно зрозумілим для іншого. Це може відбуватися в тих випадках, коли інтуїція змінюється з нарощуванням знань щодо якогось питання. Наприклад, багато аспектів квантової механіки або загальної теорії відносності можуть звучати непрофесійно для пересічної людини, тоді як вони можуть бути інтуїтивними для вченого-фізика, що досліджує елементарні частинки.
Недосконале інтуїтивне розуміння проблеми може призвести до контрпродуктивної поведінки з небажаними наслідками. У деяких таких випадках контрінтуїтивна політика може дати більш бажаний результат. Це може призвести до конфліктів між тими, хто має різні деонтологічні та послідовні етичні погляди на різноманітні питання.

## В науці
Багато наукових ідей, які на сьогодні є загальноприйнятими, раніше вважалися такими, що суперечать інтуїції та здоровому глузду. Наприклад, повсякденний досвід говорить про те, що Земля пласка; насправді, це уявлення виявляється наближенням до повсякденного істинного стану справ, яке полягає в тому, що Земля — це великий (щодо повсякденного масштабу людського життя) сплюснутий сфероїд. Крім того, до Коперникової революції та встановлення в науці геліоцентризма, віра в те, що Земля обертається навколо Сонця, а не навпаки, вважалася такою, що суперечить здоровому глузду.
Під час експерименту Майкельсона-Морлі робилися спроби виміряти швидкість Землі в ефірі при її обертанні навколо Сонця. В результаті було встановлено, що у Землі немає швидкості в ефірі. Теорія відносності пізніше пояснила результати, замінивши звичні тоді поняття «ефіру», «простору», «часу», «маси» і «енергії» на контрінтуїтівний чотиривимірний неевклідовий світ.
Ще одна контрінтуїтивна наукова ідея стосується космічних подорожей: спочатку вважалося, що для повторного входу в атмосферу Землі більше придатна обтічна форма космічного апарата. Насправді, експерименти довели, що пласка форма теплозахисних екранів найбільш ефективна при поверненні на землю з космосу. Притуплені форми апаратів були використані для всіх пілотованих космічних польотів, включаючи програми Меркурій, Джеміні, Аполлон і Спейс Шаттл.

## Приклади
У фізиці та математиці:
- Теорема Геделя про неповноту. Протягом тисяч років існувала впевненість, що арифметика та подібні їй формальні системи дають надійний базис для дедукції. Гедель довів, що такі системи не можуть бути одночасно повними та повинні суперечити одна одній.
- Парадокс подвоєння кулі, який стверджує, що кулю можна «розбити» на шматки та зібрати з них дві такі ж кулі меншого розміру.
- Корпускулярно-хвильовий дуалізм/фотоелектричний ефект. Як показав експеримент з подвійним прорізом, світло та квантові частинки поводяться і як хвилі, і як частинки.
- Математичний факт, що 0.999 … дорівнює 1[5][6].
- У парадоксі Монті Голла ставиться просте питання з області теорії ймовірностей, відповідь на який навіть професіонали можуть вважати таким, що суперечить інтуїції.
- Підковоподібна орбіта в орбітальній механіці. Що світло може пройти через два перпендикулярно орієнтованих поляризаційних фільтра, якщо третій фільтр, що не орієнтований перпендикулярно до будь-якого з цих двох, поміщається між ними[7].
- Ефект Мпемби, при якому, в певних обставинах тепліша водойма буде замерзати швидше, ніж більш холодна в тому ж середовищі.

В політиці та економіці:
- Порушення критерію монотонності в системах голосування.
- Теорія порівняльних переваг Давида Рікардо, яка передбачає, що порівняльна перевага є в цілому більш важливою, ніж абсолютна перевага.

В когнітивних упередженнях:
- Ілюзія кластеризації — ілюзія того, що суттєві закономірності існують в наборі випадкових точок, тоді як в цих точках діють тільки випадкові причини.
- Що значно простіше побачити впорядкованість у випадковому наборі точок на площині[en], ніж це випливає з повсякденної інтуїції.